# قطعنامه ۱۳۳۹ شورای امنیت
قطعنامه ۱۳۳۹ شورای امنیت سازمان ملل متحد که در تاریخ ۳۱ ژانویه ۲۰۰۱ تصویب شد، سندی بین‌المللی دربارهٔ بررسی وضعیت در گرجستان است. این قطعنامه طی نشست ۴۲۶۹ام با ۱۵ رای موافق، ۰ مخالف و ۰ ممتنع تصویب شد.